# Rahul Vaidya
Rahul Vaidya (Marathi: राहुल वैद्य) (nacido el 23 de septiembre de 1987, Nagpur) es un cantante indio.
HR

## Biografía
Hijo de un ingeniero de una Compañía de Electricidad del Estado de Maharashtra, Vaidya creció en Mumbai, donde estudió música bajo la tulela de Suresh Wadkar y entró a competir a diversos concursos de talento infantil. Mientras era un joven estudiante de segundo año en la universidad de Mithibai, participó en el "Indian Idol". También participó en el "AAO jhoomein gaayein" durante su infancia. Es considerado un cantante de mucho talento, que ha formado parte de numerosos espectáculos desde su infancia.

## Carrera
Terminó en el tercer lugar, en la primera ronda de "Idol Indian".  A pesar de que fue uno de los más acalorados favoritos para proclamarse ganador, Rahul se enfrentó a su derrota en la penúltima jornada, el 18 de febrero de 2005. Ocho meses después, lanzó su álbum debut titulado "Tera Intezar". Sajid-Wajid es quien produjo su primer álbum debut. Rahul ha realizado una serie de giras de conciertos en vivo por los Estados Unidos, Bangladés y las Maldivas.

## Discografía

### Álbumes
Tiene dos nuevos álbumes titulado como "Mere Maula y Mere dom Ha".

### Singles
- Hello Madam(Shaadi No. 1)
- God Promise Dil(Shaadi No. 1)
- Kabool Kar Le(Jaan-E-Mann)
- Ek Rupaiya(Krazy 4)
- Be Intehaan (Unplugged version)  (Race 2)
- "It's All About Tonight"(Ishkq In Paris)